# Вудынский, Михаил Мартынович
Вудынский, Михаил Мартынович (1907-1975)  — советский физик, изобретатель, доктор физико-математических наук, профессор.
М. М. Вудынский — соавтор научного открытия «Явление усиления электромагнитных волн (когерентное излучение)», которое занесено в Государственный реестр открытий СССР под № 12 с приоритетом от 18 июня 1951 г.

## Биография
Родился в селе Чудново под Житомиром в семье сапожника-кустаря.
В 1925–1929 гг. слесарь мастерских сахарного завода в Житомирской области, в 1929–1931 шофёр бронемашины 13-го бронедивизиона Минска.
Окончил Ленинградский индустриальный институт (так с 1934 по 1940 годы назывался ленинградский политехнический институт) (годы учёбы 1931-1936) и аспирантуру (1939).
После защиты диссертации работал в Ленинграде старшим научным сотрудником в ряде НИИ (1939-1947), в 1941-1942 в эвакуации в Красноярске.
С 1947 года доцент МЭИ, а с 1951 года и до конца жизни заведовал кафедрой физики в МАМИ. В 1963 году присвоено звание профессора.
Ленинградский физик, которого в суровые блокадные дни сумели вывезти из города.
После войны, Михаил Мартынович Вудынский, работал доцентом в МЭИ на кафедре физике и занимался электроникой.
Весной 1951 года Фабрикант В.А. заведовал кафедрой физики в МЭИ и на семинаре кафедры рассказал о работах {над лазером}. Один из сотрудников Михаил Мартынович Вудынский, буквально подскочил на месте «Валентин Александрович, это же не просто исследование, а почти готовое техническое решение». Так авторский дуэт {по работе над созданием лазера} превратился в трио.
Вудынский подошёл после заседания и говорит: «Немедленно пишите заявку на изобретение: это же новый принцип усиления электромагнитных волн!».
В 1951 г. В. А. Фабрикант , Ф. А. Бутаева и М. М. Вудынский завершили пионерские исследования по отрицательной абсорбции света и оформили заявку на научное открытие и две заявки на изобретения «Способ усиления электромагнитных волн» и «Использование многократных прохождений усиливаемой электромагнитной волны в неравновесных средах».
В период (1951-1975 гг.) М. М Вудынский заведовал кафедрой «Физика» МАМИ, продолжалось развитие кафедры, увеличение численности преподавателей и лаборантов, что было связано с увеличением приёма в институт. В это время был расширен и существенно модернизирован физический практикум. Достаточно сказать, что  число лабораторных работ было доведено до 65. Были радикально модернизированы и написаны заново описания к лабораторным работам.
Одной из важнейших задач кафедры физики МАМИ того времени было создание филиала кафедры на заводе - ВТУЗе при ЗИЛе. Там был создан физический практикум с полным комплектом лабораторных работ.
Лауреат Государственной премии СССР 1964 года.

## Изобретения

### Квантовый способ усиления света (А.C. № 123209 )
Квантовый способ усиления света во многом опередил своё время и не получил своевременной адекватной оценки. Так, положительное решение по заявке на способ усиления света (Авторское свидетельство № 123209, № 148441; приоритет заявки "Световой усилитель" от 18 июня 1951 г.) было принято лишь в 1959 г., то есть через восемь лет после её оформления.
В заявке на изобретение «Способ усиления электромагнитных волн» было сформулировано:
Метод усиления электромагнитного излучения, отличающийся тем, что усиливаемое излучение пропускается через среду, в которой с помощью вспомогательного излучения или другими способами создается избыточная по сравнению с равновесной концентрация атомов, других частиц или систем, находящихся на верхних, возбужденных уровнях.
Такая формулировка является точным описанием способа усиления света, используемого во всех лазерах.

### Прогнозатор
До 1973 года в соавторстве с Ю. М. Вудынским сконструировал устройство с помощью которого выводятся не только все известные степенные законы физики, но и потенциально возможные (экспоненциальные и другие).
А поскольку любые константы геометродинамики выражаются через четыре, электромагнетизма через три, а гравитации через две основные константы, то и любые степенные законы можно выразить через четыре основных степенных закона. В принципе, за основные можно принять любые константы, но лучше взять наиболее общие, такие, как постоянная Планка, или заряд электрона, постоянная гравитации, скорость света и одна тепловая: постоянная Вина или постоянная Больцмана.
Все бесчисленное множество степенных законов и соотношений физики, выражаемых через четыре основных, будет справедливо там и в тех случаях, где справедливы четыре основных.

#### Механический вариант прогнозатора (Авторское свидетельство № 204034)
Первый вариант устройства был механическим: из шестерёнок, дисков и зубчатых колёсиков, соединённых шкивами и цепными передачами.
Автор так описывает своё изобретение: «Шестерёнки соединены таким образом, что отбирают только те сочетания, которые согласуются с условиями моего уравнения, выводят только соотношения, имеющие смысл физических законов. На поверхности дисков нанесены только цифры. С помощью переключателя прогнозатор устанавливается на тот или иной раздел физики. Затем вращением дисков устройству задаётся информация о размерностях физических величин, между которыми мы желаем установить взаимосвязь. На выходной панели появляется формула взаимосвязи между заданными величинами.»